# Habitualisierte Kaufentscheidung
Die habitualisierte Kaufentscheidung ist in der Betriebswirtschaftslehre und Marktforschung eine Kaufentscheidung, bei welcher der Verbraucher aus Gewohnheit stets das gleiche Produkt oder die gleiche Dienstleistung erwirbt.

## Allgemeines
Die habitualisierte Kaufentscheidung ist eine von vier Arten der Kaufentscheidungen. Daneben gibt es noch die impulsive Kaufentscheidung (beim Impulskauf), die vereinfachte (limitierte) Kaufentscheidung (etwa Kauf von Lebensmitteln wie Convenience Food, Getränken oder Waren des täglichen Bedarfs) und die extensive Kaufentscheidung mit langer Entscheidungsdauer, die mit einer hohen finanziellen Belastung wegen der Relation Kaufpreis/Einkommen/Vermögen verbunden ist (Autokauf, Kauf einer Immobilie).

## Merkmale
Bei der habitualisierten Kaufentscheidung ist die gedankliche Steuerung und auch die psychische Aktivierung gering. Deshalb spielen Ladentreue, Lieferantentreue, Markentreue oder Produkttreue eine wesentliche Rolle. Das Informationsverhalten des Verbrauchers ist durch einen sehr geringen Informationsbedarf gekennzeichnet, so dass auf bekannte Entscheidungsmuster zurückgegriffen werden kann. Die Entscheidungsvorbereitung fällt bei habitualisierten Kaufentscheidungen gering aus, oft genügt die Erinnerung an das frühere Kaufverhalten. 
Der habituelle Käufer verwendet zudem standardisierte Verhaltensmuster, setzt einen geringen Suchaufwand ein und verzichtet auf die Suche alternativer Produkte, der kognitive Prozess spielt kaum eine Rolle, die Informationsaufnahme zwischen Stimulus und Response wird eingestellt.

## Informationsbedarf und Kaufsituationen
Der Informationsbedarf ist auch von der Kaufklasse abhängig.
| Kaufklasse                      | Neuheit des Problems | Informationsbedarf | Berücksichtigung weiterer Alternativen |
| ------------------------------- | -------------------- | ------------------ | -------------------------------------- |
| Neukauf                         | hoch                 | maximal            | bedeutend                              |
| modifizierter Wiederholungskauf | mittel               | eingeschränkt      | begrenzt                               |
| identischer Wiederholungskauf   | gering               | minimal            | keine                                  |

Der identische Wiederholungskauf entspricht der habitualisierten Kaufentscheidung, die keine Entscheidungsalternativen aufweist und lediglich minimalen Informationsbedarf erfordert.